# Zabratowa Przełęcz
Zabratowa Przełęcz, Zabrat (słow. sedlo Zábrať) – znajdująca się na wysokości 1656 m n.p.m. przełęcz w słowackich Tatrach Zachodnich pomiędzy Zadnim Zabratem (1693 m) a Rakoniem (1879 m). Znajduje się w bocznej grani oddzielającej Dolinę Rohacką od Doliny Łatanej. Jest to nieznaczna przełęcz na zaokrąglonej grani. Dawniej rejon przełęczy i całej północno-zachodniej grani Rakonia był wypasany, obecnie jeszcze jest w dużym stopniu trawiasty, ale po włączeniu do TANAP i zaprzestaniu wypasu zaczyna porastać kosodrzewiną. Z rejonu przełęczy ładne widoki na Rohacze, Wołowiec, Dolinę Smutną i całą Dolinę Rohacką z Rohackimi Stawami. W dole widać biegnącą nią szosę i Bufet Rohacki nad stawem Czarna Młaka.

## Szlaki turystyczne
– żółty szlak ze Zwierówki przez Dolinę Łataną na Zabratową Przełęcz, stąd dalej grzbietem na Rakoń.
- Czas przejścia ze schroniska na Zwierówce na przełęcz: 2:45 h, ↓ 2:15 h
- Czas przejścia z przełęczy na Rakoń: 30 min, z powrotem tyle samo

  – zielony szlak z przełęczy do Bufetu Rohackiego. Czas przejścia: 30 min, ↑ 45 min